# Слосінко
Слосінко (пол. Słosinko, нім. Reinfeld-Hammer, before 1925: Reinfeld) — село в Польщі, у гміні Мястко Битівського повіту Поморського воєводства.
Населення — 699 осіб (2011).
У 1975-1998 роках село належало до Слупського воєводства.

## Демографія
Демографічна структура станом на 31 березня 2011 року:
|          | Загалом | Допрацездатний вік | Працездатний вік | Постпрацездатний вік |
| -------- | ------- | ------------------ | ---------------- | -------------------- |
| Чоловіки | 356     | 89                 | 249              | 18                   |
| Жінки    | 343     | 68                 | 235              | 40                   |
| Разом    | 699     | 157                | 484              | 58                   |